# Старый Шунгут
Ста́рый Шу́нгут (чув. Кивӗ Шӗнтӗ) — деревня в Исаклинском районе Самарской области в составе сельского поселения Новое Якушкино.

## География
Находится на расстоянии примерно 12 километров по прямой на юго-юго-восток от районного центра села Исаклы.

## История
Основана в 1740-х годах.

## Население
Постоянное население составляло 301 человек (чуваши 85%) в 2002 году, 238 в 2010 году. 